# 6e régiment d'hélicoptères de combat
Le 6e régiment d'hélicoptères de combat (6e RHC) était une unité de l'aviation légère de l'Armée de terre.
Créé le 1er août 1977, il est dissous le 1er juillet 2007. Il était alors stationné sur la base Général Étienne à Margny-lès-Compiègne dans l'Oise.
Au cours de l'été 2019, l'école de l'aviation légère de l'Armée de terre de Dax prend l’appellation de base école - 6e régiment d'hélicoptères de combat. Le 1er juillet 2025, les doubles appellations sont supprimées. La base école - 6e RHC prend l'appellation de base école Général Navelet.

## Étendard
En 1945, ce peloton avions est cité à l'ordre du corps d'armée par le Général de Lattre de Tassigny. C'est pourquoi l'étendard du 6e RHC porte l'inscription « Italie 1944 » et sa cravate est décorée de la Croix de guerre 1939-1945 avec étoile vermeil.

Drapeau du 6e RHC.

## Insigne
Son insigne porte le lion Valois couronné des armes de la ville de Compiègne, les ailes symbolisant son appartenance à l’aviation légère de l’armée de terre et la fleur de lys qui rappelle que l’unité a été créée au camp de Royal lieu (Compiègne).

## Historique
Le 6e régiment d'hélicoptères de combat (6e RHC) est l'héritier du Peloton d'avions d'observation de la 3e division d'infanterie algérienne et du groupe d'aviation légère de la 8e division.
Il est dépositaire des traditions du :
- Peloton avions de la 3e division d'infanterie algérienne (1943-1945)
- Groupe d'aviation d'observation d'artillerie no 5 (GAOA 5 1948-1957)
- Groupe d'aviation légère de l'Armée de terre no 5 (GALAT 5 1957-1958)
- Peloton Avions (1956-1960) puis du Peloton mixte avions-hélicoptères (1960-1961) de la 10e division parachutiste
- 1er et 2e peloton avion de réserve régionale (1er et 2e PARR)
- 13e GHL

Durant la Seconde Guerre mondiale, le peloton avions de la 3e division d'infanterie algérienne participa aux campagnes d'Italie, de France et d'Allemagne.

### 1956 à 2007

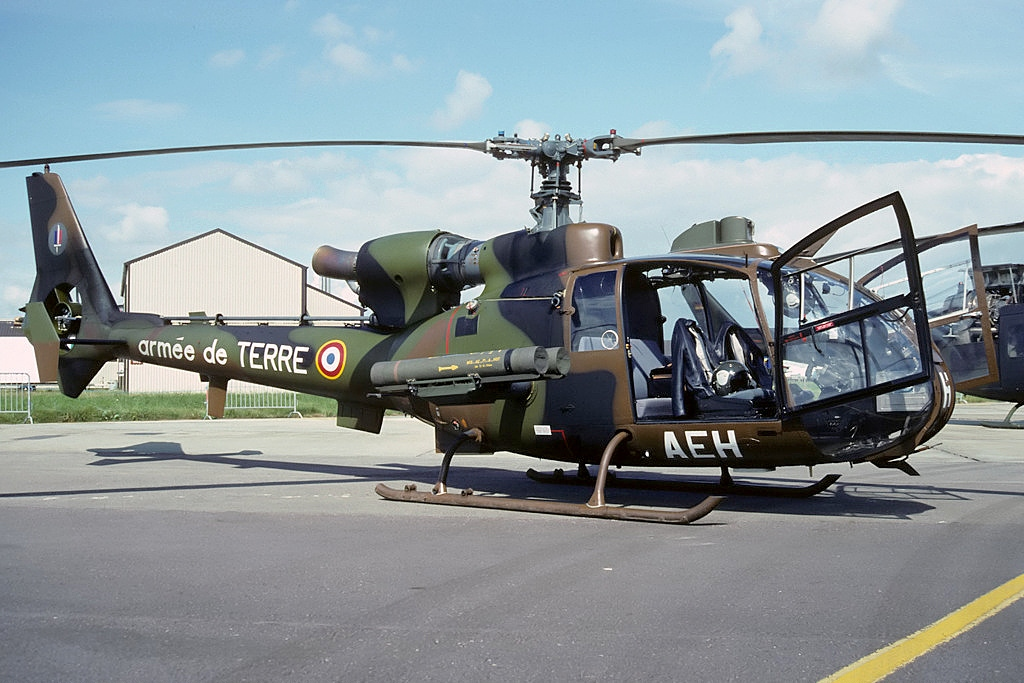
Un SA-342M du 6e RHC en 1992.

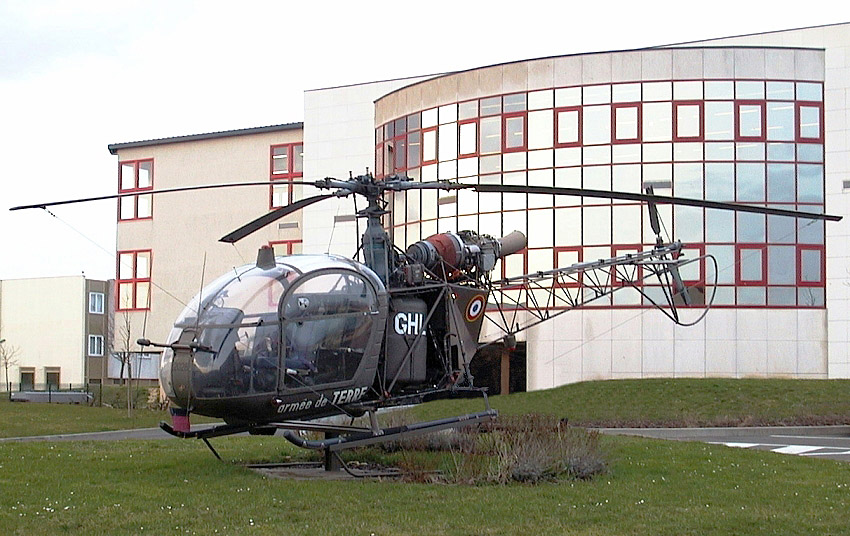
Hélicoptère Sud-Aviation SE 3130 Alouette II à l'entrée du 6e régiment d'hélicoptères de combat - base ALAT de Compiègne,

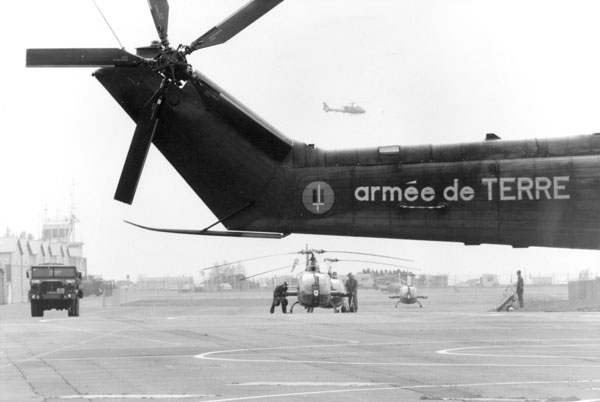
Tarmac du 6e RHCM - Compiègne - 1997

Le peloton avions de la 10e division parachutiste participe aux opérations du canal de Suez (1956) et d'Algérie (1957-61).
En 1961, il prend l'appellation de 1er peloton mixte avions-hélicoptères. En 1962, il s'installe à Margny-lès-Compiègne. Le 1er septembre, il devient groupe d'aviation légère de la 8e division, ou GALDIV 8.
Le 1er août 1977, le 6e régiment d'hélicoptères de combat (6e RHC) est créé. Il est affecté dans les années 1980 au 3e corps d'armée.
Le 1er juillet 1995, il prend l'appellation de 6e régiment d'hélicoptères de combat et de manœuvre (6e RHCM) et intègre la 3e brigade aéromobile, créée le 1er juin 1995, aux côtés du 7e régiment d'hélicoptères de combat.
Le 1er juillet 1997, il est intégré à la 4e division aéromobile à la suite de la dissolution de la 3e brigade aéromobile. 
Le 1er juillet 1999, il redevient le 6e régiment d'hélicoptères de combat dans le cadre de la transformation de la 4e division aéromobile en brigade.
Tous les 16 mois, le 6e RHC est projeté sur des théâtres d'opérations extérieures. Fin 2004, les hommes et les femmes du régiment ont ainsi pris part aux événements de Côte d'Ivoire, alors que d'autres de leurs camarades étaient au Kosovo, à Djibouti ou en Guadeloupe. Depuis plusieurs années, le régiment participe à des exercices interalliés et interarmées. 
En 2005, il participe à des exercices au Maroc et en Tchéquie. Le régiment a également été impliqué dans l'exercice FATEXTEL, activité de grande envergure pour l'Armée de terre avec l'engagement de 12 000 hommes et 40 hélicoptères déployés dans l'est de la France.
Le 6e RHC  est dissous le 1er juillet 2007 après une cérémonie le 20 juin 2007. Les derniers hélicoptères et hommes ont quitté la base le 30 juin, presque un mois avant les 30 années d'implantation. Le régiment était alors doté de trente-huit Gazelle et huit Puma

## Implantation
Le régiment était stationné à la base Général Estienne sur l'aérodrome de Compiègne - Margny de Margny-lès-Compiègne, à proximité immédiate de Compiègne, soit à moins d'une heure de train ou d'autoroute de Paris. Le 6e RHC était une unité moderne et polyvalente prête à intervenir en permanence en métropole et sur tous les théâtres d'opérations extérieures, de jour comme de nuit, pour remplir des missions de renseignement, d'appui-feu, d'attaque et de destruction d'objectifs dans la profondeur et d'hélitransport (d'hommes et de matériels). En outre, le régiment remplit des missions particulières : transport de VIP, aide au commandement, participation au plan Orsec, entraînement du GIGN, campagnes de feu de forêts…

## Composition
Le 6e RHC se composait de 12 escadrilles :
- Au sol :

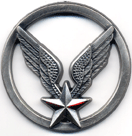
Insigne de béret de l'ALAT.

  - 1 escadrille de commandement et de logistique (ECL),
  - 1 escadrille de contrôle et de ravitaillement (ECR),
  - 1 escadrille d'administration et de soutien (EAS),
  - 2 escadrilles de maintenances hélicoptères (EMH),
  - 1 escadrille de défense et de protection (EDP), composée exclusivement de réservistes.
- En vol :
  - 1 escadrille d'hélicoptères de reconnaissance (EHR) équipée de gazelles « Viviane »,
  - 2 escadrille d'hélicoptères d'appui-protection (EHAP) équipée de gazelles canon de 20 mm et de Gazelle missiles air-sol de type Hot,
  - 1 escadrille d'hélicoptères d'attaque (EHA) équipée de gazelles missiles air-sol de type Hot,
  - 1 escadrille d'hélicoptères de manœuvre (EHM) équipée de Puma,
  - 1 'escadrille d'hélicoptères de l'Armée de terre (EHADT) équipée de Gazelle lisses qui remplit des missions de liaison et d'aide au commandement au profit de l'état-major de l'Armée de terre.